# Carybdea latigenitalia
Carybdea latigenitalia Kishinouye, 1891 è una cubomedusa tropicale della famiglia delle Carybdeidae. 
La specie è stata descritta da Kishinouye nel 1891, ma non è stata registrata in seguito da altri autori. È quindi attualmente considerata taxon inquirendum e forse un sinonimo della C. brevipedalia descritta dallo stesso Kishinouye.